# Sébastien Labayen
Sébastien Labayen, né le 8 avril 1974, est un footballeur international tahitien, évoluant au poste de milieu de terrain puis est l'entraîneur du club de l'AS Tefana depuis 2014.

## Carrière
Milieu de terrain de l'AS Tefana (finaliste de la ligue des champions de l'OFC 2012), Sébastien Labayen a été international tahitien à huit reprises entre 2011 et 2012. Bien qu'ayant disputé les éliminatoires du Mondial 2014, il n'est pas dans la liste des sélectionnés des Toa Aito pour la Coupe des Confédérations 2013. À part cela, il participe aux Jeux du Pacifique 2011 et à la Coupe de l'Outre-Mer 2012.
Après cela, il entame une carrière d'entraîneur avec l'AS Tefana dès 2014, remportant le championnat polynésien en 2015, en 2016 et en 2023, ainsi que la Coupe de Polynésie française en 2017.  
| But international de Sébastien Labayen | But international de Sébastien Labayen | But international de Sébastien Labayen | But international de Sébastien Labayen              | But international de Sébastien Labayen | But international de Sébastien Labayen | But international de Sébastien Labayen | But international de Sébastien Labayen |
| 0                                      | Date                                   | Sélection                              | Lieu                                                | Adversaire                             | Score                                  | Résultats                              | Compétitions                           |
| -------------------------------------- | -------------------------------------- | -------------------------------------- | --------------------------------------------------- | -------------------------------------- | -------------------------------------- | -------------------------------------- | -------------------------------------- |
| 1                                      | 3 avril 2011                           | 1                                      | Stade Pater Te Hono Nui, Pirae, Polynésie française | Nouvelle-Calédonie                     | 1-1                                    | 1-3                                    | Match amical                           |